# Charles Hugo
Pour les articles homonymes, voir Famille Hugo et Hugo.
Cet article concerne un fils de Victor Hugo. Pour le skipper français, voir Charles Hugo (voile).
Charles Mélanie Abel Hugo, né en 1826 à Paris et mort en 1871 à Bordeaux, à 44 ans, est un journaliste français. C'est le second fils des cinq enfants de Victor Hugo et Adèle Foucher.

## Biographie
Charles Hugo naît le 3 novembre 1826 à Paris, bien que d'autres sources indiquent le 2 ou le 4 novembre (date qui figure sur sa tombe).
Bon élève au collège Charlemagne, Charles obtient le premier prix du concours général en thème latin le 31 juillet 1840.
Le 28 avril 1847, Victor Hugo paye 1 100 francs un certain Adolphe Grangé afin qu'il se substitue à Charles, lui évitant ainsi le risque d'être tiré au sort et d'accomplir un service militaire de sept ans.
En février 1848, il est quelque temps secrétaire d'Alphonse de Lamartine. Le 31 juillet, il fonde avec son père, son frère François-Victor Hugo, Paul Meurice et Auguste Vacquerie, le journal politique L'Événement. Il soutient d'abord Lamartine, puis lui tourne le dos et finit par approuver la candidature du prince Louis-Napoléon Bonaparte contre Cavaignac. Il regrette ensuite sa décision en 1849, dès l'arrivée au pouvoir de celui qui sera appelé « Napoléon le Petit » par son propre père.

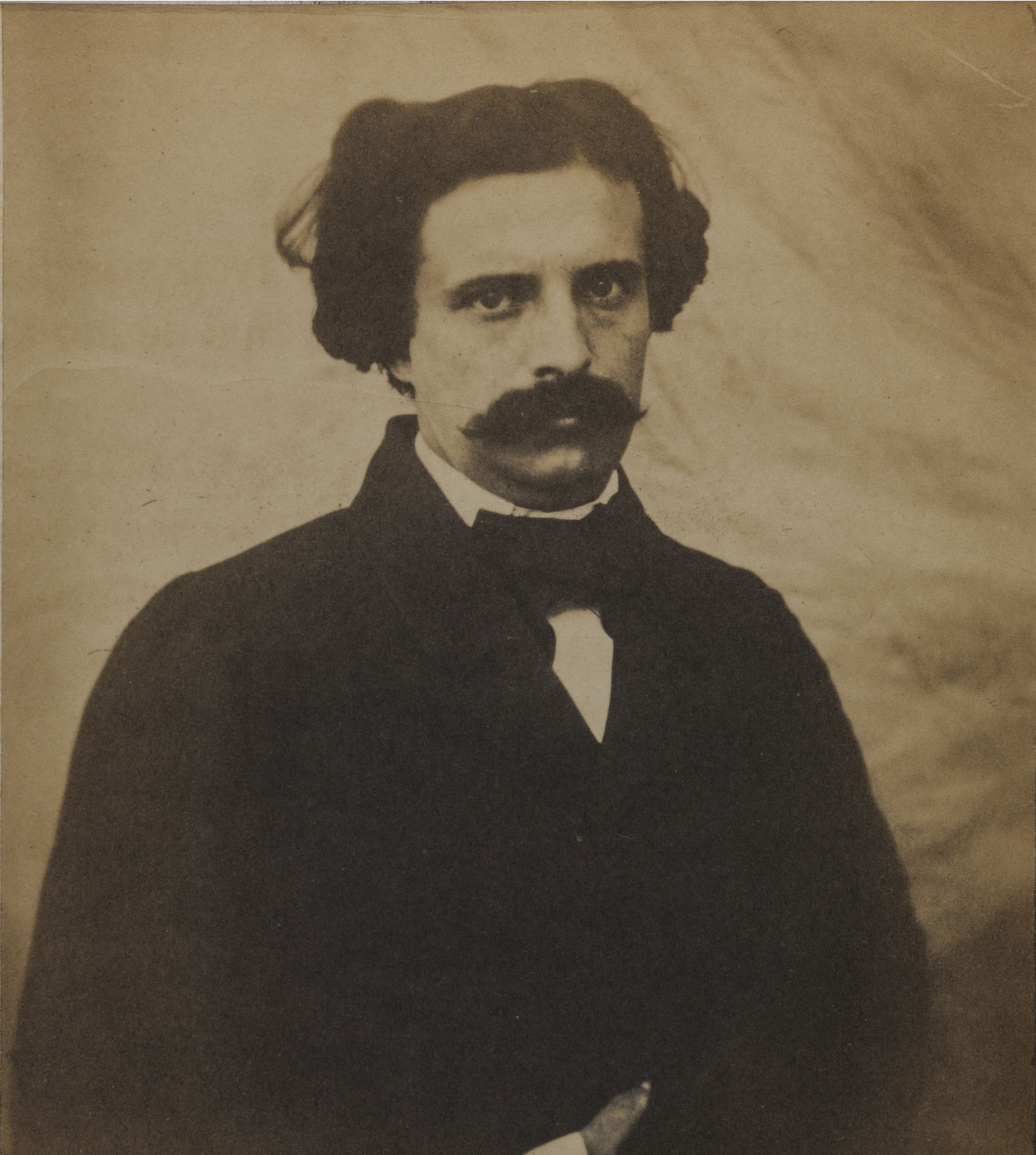
Charles Hugo vers 1853.

Le 16 mai 1851, il publie un article contre la peine de mort : il est alors poursuivi en justice par la cour d'assises de Paris pour « outrage aux lois ». Il est défendu par son père qui fait un plaidoyer contre la peine capitale. Condamné le 30 juillet à six mois de prison, il est incarcéré à la Conciergerie. Sorti de prison le 28 janvier 1852, il rejoint son père, en exil à Bruxelles depuis le 11 décembre précédent, puis le suit à Jersey. Là, en compagnie de François-Victor et d'Auguste Vacquerie, il réalise des portraits photographiques de la famille Hugo et de son entourage, souvent sous la direction du poète. Charles Hugo joue également le rôle de médium lors des séances de « tables parlantes », auxquelles participe également son père.
Le 17 octobre 1865, il épouse à Saint-Josse-ten-Noode (région de Bruxelles) Alice Lehaene, avec qui il aura trois enfants : Georges I (1867-1868), Georges II (1868-1925) et Jeanne Hugo (1869-1941). C'est avec ses petits-enfants Georges et Jeanne que Victor Hugo exercera « L'Art d'être grand-père ».
En 1869, il fonde avec son frère François-Victor, Auguste Vacquerie, et Paul Meurice, un journal d'opposition au Second Empire nommé Le Rappel. Il est condamné à quatre reprises à quatre mois de prison et une amende de 1 000 francs, entre décembre 1869 et mai 1870, pour avoir écrit des articles critiquant le pouvoir. Ses condamnations sont levées à la chute du régime en septembre 1870.
Le 13 mars 1871, Charles Hugo meurt d'une apoplexie (AVC) foudroyante à Bordeaux, alors qu'il se rend en fiacre au restaurant Lanta (devenu aujourd'hui la brasserie La Closerie Gambetta après avoir été longtemps Le Régent) sur la place Dauphine (devenue place Gambetta, depuis 1883), où l'attend son père. Victor Hugo écrit à Paul Meurice et à Auguste Vacquerie, le 14 mars :

« Chers amis, je n'y vois pas, j'écris à travers les larmes ; j'entends d'ici les sanglots d'Alice, j'ai le cœur brisé. Charles est mort. Hier matin, nous avions déjeuné gaîment ensemble, avec Louis Blanc et Victor. Je donnais le soir un dîner d'adieu à divers amis, au restaurant Lanta, à huit heures. Charles prend un fiacre pour s'y faire conduire, avec ordre de descendre d'abord à un café qu'il indique. Il était seul dans la voiture. Arrivé au café, le cocher ouvre la portière, et trouve Charles mort. Il avait eu une congestion foudroyante suivie d'hémorragie. On nous a rapporté ce pauvre cadavre que j'ai couvert de baisers. Depuis quelques semaines, Charles était souffrant. Sa bronchite, gagnée à faire son service d’artilleur au siège de Paris, s’était aggravée. Nous comptions aller à Arcachon pour le remettre. Il aurait bu de l'eau de pin. Nous nous faisions une joie de passer là en famille une ou deux semaines. Tout cela est évanoui. Ce grand Charles, si bon, si doux, d'un si haut esprit, d'un si puissant talent, le voilà parti. Hélas ! Je suis accablé. Je vous ai envoyé une dépêche. Quand ce mot vous arrivera, je pense que Victor sera en route pour revenir à Bordeaux. Je veux emporter Charles. Nous le mettrons à Paris avec mon père ou à Villequier avec sa mère. Aimez-moi. V. »

— Correspondance de Victor Hugo
Ses obsèques ont lieu le 18 mars 1871. Le cortège parcourt Paris de la gare d'Orléans au cimetière du Père-Lachaise. Paris est en pleine insurrection et les insurgés saluent partout respectueusement Victor Hugo.
Alice Lehaene se remariera en 1877 avec Édouard Lockroy (1838-1913) malgré l'opposition de Victor Hugo qui obtiendra la garde de ses enfants.
Charles est le seul enfant de Victor Hugo qui laisse une postérité, aujourd'hui nombreuse, il sera notamment le grand-père du peintre Jean Hugo.

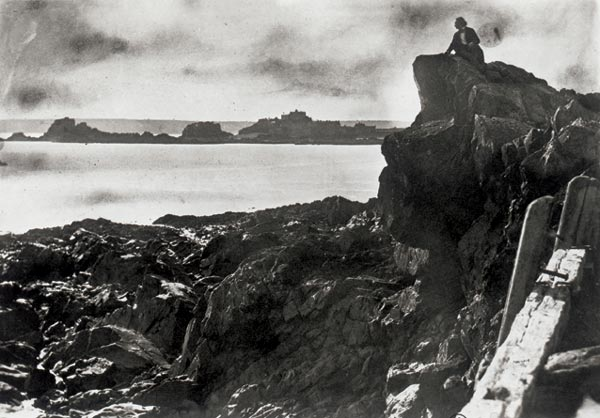
Victor Hugo sur le rocher des procrits à Jersey, 1852.
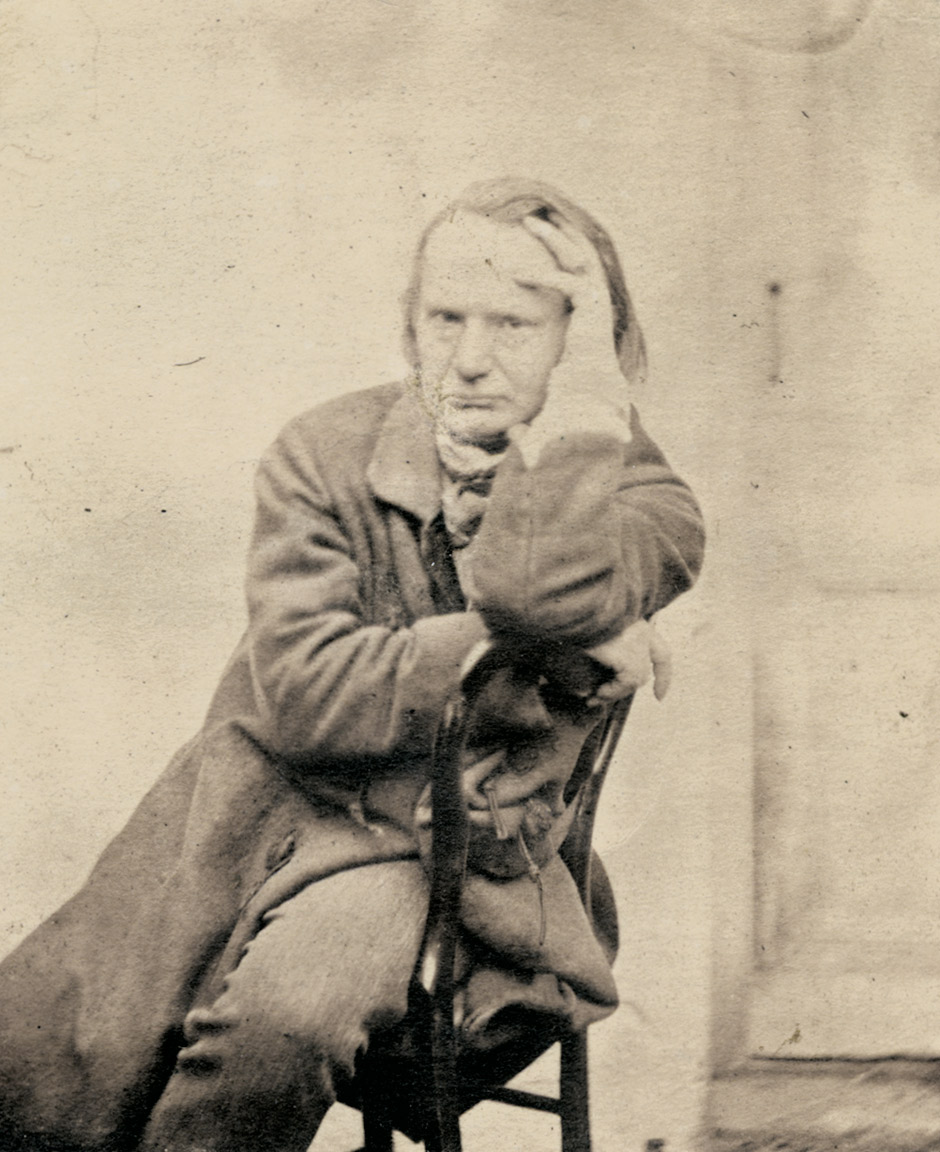
Portrait de Victor Hugo ; 1853, Marine Terrace, Jersey.
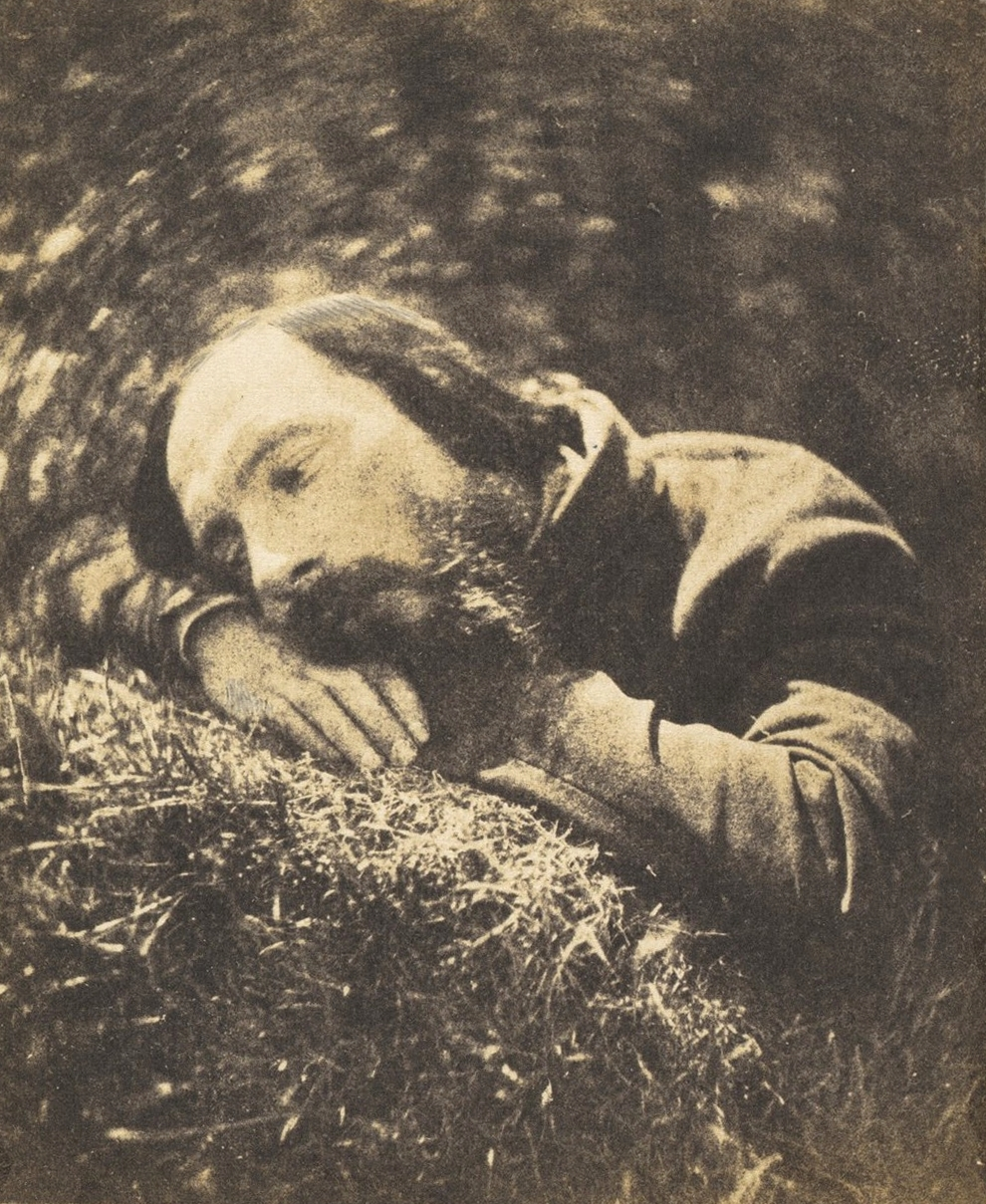
Auguste Vacquerie, Jersey, vers 1854.

### Source
- F. Heilbrun & D.Molinari, En collaboration avec le soleil, Victor Hugo, photographies de l'exil, Paris-Musées, 1998